# Patricia Spehar
Patricia Spehar (Parigi, 13 settembre 1975) è una modella francese, vincitrice del titolo di Miss Francia 1997.

## Biografia
Di origine croate Patricia Spehar è stata prima eletta Miss Parigi 1996, ed in seguito è stata incoronata cinquantesima Miss Francia, presso il Palais des Congrès. Al momento della sua elezione era una studentessa di scienze del management alla Sorbona.
Il 26 settembre 1998, Patricia Spehar è giunta sino alle semifinali di Miss International 1998, svolto a Tokyo presso il Koseinenkin Kaikin Hall. Il concorso fu poi vinto da Lía Borrero di Panama. La Spehar ha partecipato anche a Miss Universo 1997.